# Derelys Perdue
Derelys Perdue (22 de marzo de 1902-30 de septiembre de 1989) fue una actriz estadounidense del cine mudo a lo largo de los años veinte, así como una popular bailarina.
Nació en Illinois o en Kansas City (Misuri). Tras finalizar el High School, recibió educación en una escuela privada femenina. Inició su carrera como bailarina (se había iniciado en el baile con seis años), consiguiendo gran popularidad. Llamó la atención de Hollywood por primera vez durante una obra teatral llamada Attila and the Huns, con Ramón Novarro haciendo el papel de Atila. Perdue volvió a actuar como bailarina junto a Novarro en el film de 1921 A Small Town Idol. Su primer título de crédito fue en la película de 1923 Daytime Wives. Fue nombrada una de las WAMPAS Baby Stars ese año. 
Parece ser que Perdue tuvo una mala relación profesional con su compañera actriz Grace Darmond, con la cual protagonizó A Dangerous Adventure (1922). Más tarde se dijo que las dos mujeres peleaban realmente en varias escenas, casi arrancándose el cabello.
Sin embargo, siguió trabajando en muchas más películas, incluyendo el título de 1924 The Last Man on Earth. Más adelante interpretó a Mrs. Newlywed en la serie de comedias cortas Newlyweds, rodadas entre 1928 y 1929. A pesar de todo, la carrera de Perdue empezó a declinar pronto. Su jefe Joseph P. Kennedy, padre del futuro presidente de los Estados Unidos, insistió en que cambiara su nombre por el de Ann Perdue, a su parecer más práctico que Derelys. Ella le demandó pero perdió, y su carrera cinematográfica finalizó en 1929. Su última película fue The Smiling Terror (1929), un serial de bajo presupuesto. 
A lo largo de su carrera, denotó un gran talento para el baile en sus películas. Incluso se encargó de la coreografía de muchos de los números de las mismas. También bailó sola o en grupo en diversos locales de variedades en Los Ángeles. 
Estuvo casada con Louis M. Feldman, del cual se divorció en noviembre de 1926. Derelys Perdue falleció en 1989 en Los Ángeles, California.